# Clintonville (Pennsylvanie)
Pour les articles homonymes, voir Clintonville (homonymie).
Clintonville est un borough situé au sud du comté de Venango, en Pennsylvanie, aux États-Unis,. En 2010, il comptait une population de 508 habitants, estimée au 1er juillet 2020 à 507 habitants. Le borough est fondé en 1833 et incorporé le 28 janvier 1878.

## Démographie
Lors du recensement de 2010, le borough comptait une population de 508 habitants. Elle est estimée, en 2020, à 507 habitants.

### Source de la traduction
- (en) Cet article est partiellement ou en totalité issu de l’article de Wikipédia en anglais intitulé « Clintonville, Pennsylvania » (voir la liste des auteurs).